# 주방 (동오)
주방(周魴, ? ~ 238년?)은 중국 삼국시대 오나라의 정치가로, 자는 자어(子魚)이며, 오군(吳郡) 양선현(陽羨縣, 현재의 장쑤성 우시시 이싱시) 출신이다.

## 행적

### 산월 토벌
학문을 좋아하여 효렴(孝廉)으로 천거되었다.
전당 사람 팽식(彭式) 등이 모여 반란을 일으키자, 전당후(錢唐侯) 상(相)이 되어 팽식과 그 무리의 머리를 베었고, 단양서부도위(丹陽西部都尉)로 승진했다.
225년 12월, 파양(鄱陽)의 도적 팽기(彭錡)가 스스로 장군이라 칭하여 5만 명 이상의 무리를 모아 군현을 공격해 점령하고, 자신의 부하들을 의로운 병사라고 하면서 위나라를 위해 오나라를 토벌하겠다고 했다. 손권에게서 파양태수로 임명된 주방은 227년, 봄 반란을 진압하고 팽기를 사로잡는 데 성공했다. 이 공으로 소의교위(昭義校尉)에 임명되었다.
석정 싸움 이후, 도적의 우두머리 동사(董嗣)가 지형의 험준함을 의지하고 노략하여 예장군에 피해를 입혔다. 오찬과 당자 등이 동사를 쳤으나 이를 함락하지 못했다. 주방은 표를 올려 병사를 거두고, 기회를 보아 마땅한 대책을 세우기를 구했다. 주방은 첩자를 보내 동사를 유인하여 죽였으며, 동사의 아우는 두려워하며 무창의 육손에게 항복하였고, 반란은 평정되었다.

### 석정 싸움
228년 5월, 석정 전투에서 손권이 조휴(曹休)를 속여 유인하게 하자, 주방은 산월족 가운데 위나라에도 이름이 알려진 사람을 찾아 동잠(董岑)과 소남(邵南)으로 하여금 위나라에 항복하려 하니 군사를 보내 호응해 달라는 뜻을 담은 일곱 통의 편지를 보내게 했다.
또 손권이 거짓으로 주방의 잘잘못을 따지자 머리를 풀어 사과하는 척 하였다. 주방의 계략에 속아넘어간 조휴는 10만 군사를 이끌고 주방과 호응하려 했으며, 조예(曹叡) 또한 사마의(司馬懿)와 가규(賈逵)에게도 별도의 군사를 주어 오를 치게 했다.
그러나 조휴는 석정(石亭)에서 육손(陸遜)에게 패하여 간신히 달아났다. 손권은 주방의 공을 칭찬하고 비장군을 더하였으며 관내후(關內侯)로 삼았다.
주방은 태수직을 13년간 맡다가 죽었다. 아들 주처(周處) 또한 문무가 뛰어났고, 천기(天紀) 연간에 동관좌승(東觀左丞) · 무난독(無難督)을 지냈다.

## 《삼국지연의》 속 주방
연의에서는 위군이 진격해 오자 주방이 조휴를 찾아갔으며, 조휴가 주방을 떠 보려 하자 칼로 자신의 목을 찌르려 하는 것으로 나온다. 조휴가 말리자 머리카락을 대신 잘라주며 진심으로 위나라를 돕는 척 했다. 주방은 위군을 석정으로 끌어들인 후 몰래 오나라로 돌아갔으며, 속임수에 걸려든 조휴는 완패했다.

## 같이 보기
- 삼국지 인물 목록